# Geechie Smith
Vernon „Geechie“  Smith (* um 1915 als Vernon L. Smith; † unbekannt) war ein US-amerikanischer Jazz- und Rhythm-&-Blues-Musiker (Trompete, Gesang).

## Leben und Wirken
Geechie Smith, der aus Tulsa, Oklahoma stammte, spielte ab den späten 1930er-Jahren mit Hal Singer und bei Ernie Fields and His Orchestra. In der Nachkriegszeit arbeitete er in Los Angeles u. a. mit Jesse Price, Percy Mayfield („Two Years of Torture“), Ella Mae Morse („Early in the Morning“), Lee Young, Jimmy Witherspoon und Jay McShann, außerdem als Begleitmusiker von R&B-Vokalisten wie Crown Prince Waterford („Eatin' Watermelon“), Big Sis Andrews und Kitty White. Unter eigenem Namen (Geechie Smith and His Orchester) legte er 1946/47 mehrere Singles vor wie „Got You on My Mind“, „Geneva Sue“, „Let Your Pride Be Your Guide“, „T-Town Jump“ und eine Coverversion des damaligen Louis-Jordan-Hits „Let the Good Times Roll“.
In der Band von Smith spielten Musiker wie Maxwell Davis, Joe Lutcher, Freddie Simon, Fletcher Smith, Louis Speiginer, Herman Washington (Bass) und Minor Robinson (Schlagzeug). Als Mitglied von Julia Lee & Her Boy Friends hatte er 1948 einen Nummer-eins-Hit in den Race-Records-Charts mit „King Size Papa“. Im selben Jahr wurde er Manager und musikalischer Leiter des Cricket Club von Paul und Harry Rubin in der Washington Avenue in Los Angeles, in dem Horace Henderson und Geechie Smith jeweils die Hausband bildeten. Zu Beginn der 1950er-Jahre arbeitete er mit Clifford „Fat Man“ Blivens & The Johnny Otis Band („Korea Blues“), mit Helen Humes & Dexter Gordon („Ain’t Gonna Quit You Baby“), bei Charlie Barnet und 1953 noch bei Earl Hines and His Orchestra & Johnny Hartman. In späteren Jahren war Smith als Fotograf tätig, bevor er sich in den 1990er-Jahren zur Ruhe setzte. Der Diskograf Tom Lord listet seine Beteiligung zwischen 1939 und 1951 an 26 Aufnahmesessions.

## Diskographische Hinweise
- Geechie Smith / Crown Prince Waterford: Swingin' Small Combos KC Style, Vol. 2 (ed. 2005)